# Strada statale 16 Adriatica
La strada statale 16 Adriatica o SS 16 collega Padova a Otranto passando per la costa adriatica e percorrendo numerosi capoluoghi di provincia e località turistiche.
La sua estensione, che al lordo delle tratte meno importanti trasferite agli enti locali supera i 1000 km, la rende la più lunga strada statale della rete italiana.
Per via dell'accentuata urbanizzazione della costa adriatica e in seguito al boom dei mezzi automobilistici, è spesso congestionata (in particolar modo nel periodo estivo); risulta quindi inadatta come strada di scorrimento.
Per questi motivi è stata affiancata fin dagli anni settanta dalle autostrade A13 Bologna-Padova e A14 Bologna-Taranto, che si sviluppano in gran parte sullo stesso percorso.
Inoltre, in prossimità dei maggiori centri abitati, il percorso originario è stato sostituito da tratte in variante, a volte con caratteristiche di superstrada o tangenziale.

## Storia

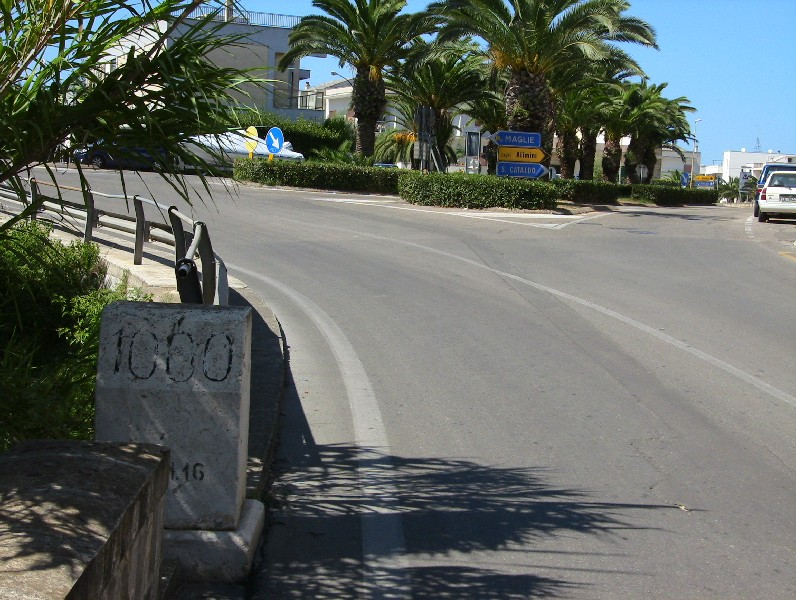
Pietra miliare della SS 16, presso Otranto

La strada statale n. 16 fu istituita con legge 1094/1928 con il percorso «Padova-Monselice-Rovigo-Ferrara-Alfonsine-Ravenna-Rimini-Fano-Ancona-Porto d'Ascoli-Giulianova-Pescara-Vasto-San Severo-Foggia-Cerignola-Barletta-Bari-Fasano-San Vito-Brindisi-Lecce-Maglie-Alessano-Capo Santa Maria di Leuca».
Nel 1937, nell'ambito di un riordino complessivo della rete stradale nella provincia di Lecce, la statale 16 venne deviata da Maglie a Otranto, abbandonando pertanto il tratto terminale fino a Santa Maria di Leuca. Il nuovo tronco andò a sostituire la vecchia statale 102, contestualmente declassificata, che raggiungeva Otranto, ma su un diverso tracciato passante per Martano.
Sempre nel 1937 venne progettata una lunga variante al tracciato originario tra San Vito Chietino e il fiume Sinello: il vecchio tracciato, che con un percorso tortuoso si addentrava nell'entroterra con diversi tratti in pendenza, venne sostituito da un tracciato costiero dal profilo più favorevole e decisamente più breve (della lunghezza di venticinque chilometri contro i quarantasei del vecchio tracciato). Il progetto fu sospeso a causa della seconda guerra mondiale, e i lavori ebbero inizio nel 1948; il nuovo tronco, comprendente un ponte di dodici arcate sul fiume Sangro, venne compiuto nei primi mesi del 1951.
Nel 1956, per evitare l'attraversamento dell'abitato di Pineto, venne costruita una variante di 2860 metri comprendente un ponte a tre luci sul torrente Calvano.
Nel 1976, in seguito alla costruzione della lunga variante litoranea Campomarino-Marina di Chieuti-Ripalta-San Severo il precedente tratto della SS 16 Campomarino-Serracapriola-San Severo venne riclassificato come strada statale 16 ter. Questa variazione di itinerario ha causato un salto di circa quarantasei chilometri nella progressiva chilometrica al confine Molise-Puglia (da 559+877 a 606+000).
Nel 1981, a seguito dell'apertura dell'Asse Nord-Sud, il precedente tratto della SS 16 denominato Lunga del Pinocchio venne riclassificato SS 16 dir/b del Porto di Ancona.

## I gestori
Al suo stato attuale, la SS 16 è gestita dall'Anas per una grandissima parte del suo percorso:
- da Padova a Fasano (km 4+340 - km 559+877; km 606+000 - km 859+900);
- Tangenziale di Brindisi (km 912+920 - km 917+450);
- Stazione di Surbo - Lecce (km 949+360 - km 953+200);
- Lecce - Otranto (km 957+000 - km 1000+044).[6]

Gli unici tratti di competenza di enti minori sono i vecchi tracciati in sede che attraversano centri di popolazione pari o superiore ai 10 000 abitanti, gestiti dai Comuni competenti e aggirati, ove presente, in variante, e i tratti sottesi alle strade statali 379 e 613, la cui manutenzione e gestione è stata trasferita, per D.Lgs. 31/03/1998 nº 112, attuato da D.P.C.M. del 21 febbraio 2000, alla Regione Puglia, quindi alla Provincia di Brindisi, che ha dato ai tratti diverse numerazioni:
- Strada provinciale 92 al tratto che aggira in variante l'abitato di Pezze di Greco, nel comune di Fasano;
- Strada provinciale 93 da Pezze di Greco a Ostuni;
- Strada provinciale 94 da Ostuni a Carovigno;
- Strada provinciale 95 da Carovigno a San Vito dei Normanni;
- Strada provinciale 96 da San Vito a Brindisi (km 912+920);
- Strada provinciale 97 da Brindisi (km 917+450) a San Pietro Vernotico, Comune che gestisce il tratto in sede (vie Brindisi e Lecce) e la circonvallazione (via Paolo Ancora)
- Strada provinciale 99 da San Pietro Vernotico al confine con il comune di Squinzano

e alla Provincia di Lecce, che ha dato al tratto di sua competenza - che attraversa i centri di Squinzano e Trepuzzi - la numerazione Strada provinciale 357, la cui progressiva distanziometrica inizia all'innesto con la SS 7 ter (km 949+360) presso la stazione di Surbo, e si arresta dopo 12,2 km al confine con il comune di San Pietro Vernotico.

## Percorso

### L'inizio in Veneto e in Emilia-Romagna
La SS 16 ha inizio nel centro di Padova, nell'attuale via Roma. Il km 0+000 corrisponde all'incrocio del Canton del Gallo che si trova nell'angolo sud-ovest del Palazzo del Bo', sede storica dell'università di Padova. La statale si estende in direzione sud. Il tratto di competenza dell'Anas inizia al km 4+340: in prossimità di tale segnalazione, adiacente al semaforo posto al bivio con la diramazione proveniente dalla tangenziale di Padova, è posto il cippo miliare di inizio della statale. La SS 16 percorre lunghi tratti affiancando la A13. Il primo tratto, che da Padova giunge fino all'innesto presso Monselice con la strada statale 10 Padana Inferiore, è conosciuto anche con il nome di Strada Battaglia, denominazione che deriva dall'attraversamento del centro di Battaglia Terme. La strada in questo tratto iniziale è ad unica carreggiata con una corsia per senso di marcia con intersezioni a raso, con elevata densità di urbanizzazione e affiancando il canale Battaglia.
Superato Monselice mediante una variante al centro abitato tralasciando il vecchio tracciato nel centro cittadino, la strada prosegue verso Rovigo, denominata Strada Rovigana. Prima d'entrare in città, supera il fiume Adige e il canale artificiale Gorzone, anche questo tratto di strada ha le stesse caratteristiche strutturali del precedente. Oggi l'attraversamento di Rovigo è evitato attraverso un percorso in variante a due corsie per senso di marcia, al termine del quale s'innesta la strada statale 434 Transpolesana. Oltrepassato il capoluogo polesano prosegue con un percorso pressoché parallelo al Po, scavalcato il quale, presso l'abitato di Santa Maria Maddalena (Occhiobello), entra in Emilia-Romagna al km 69+514 presso l'abitato di Pontelagoscuro. Da qui a Ferrara la sede stradale ospitò, fra il 1912 e il 1939, il binario della tranvia Ferrara-Pontelagoscuro.
Dopo Ferrara, di cui viene attraversato il centro storico, interseca il raccordo autostradale Ferrara-Porto Garibaldi che porta ai Lidi di Comacchio. Poi la SS 16 diventa una larga strada extraurbana completamente rettilinea che giunge fino all'abitato di Ripapersico. Questo tratto, di circa 20 km, non è il percorso originale. Il tracciato originale segue le anse del Po di Primaro, l'attuale SP65, non più adatto al traffico pesante.
Nel 2015 in questo tratto è stata inaugurata la strada statale 16 var/A Variante di Argenta, che evita al traffico pesante di passare dalle frazioni di Consandolo e Boccaleone, innestandosi prima dell'inizio dell'abitato di Argenta. Questa variante è solo una piccola porzione del progetto originale, che prevede l'intero aggiramento del centro abitato di Argenta.
Dopo aver superato Argenta attraversa il fiume Reno, che fa da confine tra le province di Ferrara e Ravenna. In Romagna la strada assume, sino all'ingresso nel territorio comunale di Alfonsine, il nome di via Reale. Qui si innesta sulla strada statale 16 var Variante di Alfonsine, che evita l'attraversamento del centro abitato e delle frazioni di Taglio e Corelli.
Fino all'inizio degli anni 1960, la strada entrava direttamente a Ravenna da via Maggiore; dal 1965 la costruzione della variante che aggira Ravenna a ovest ha permesso al traffico extraurbano di non confondersi con la circolazione cittadina. La variante si ricongiunge con il vecchio tracciato nei pressi di Classe.
Superata Ravenna il tracciato ritorna a due corsie seguendo il tracciato della via Romea medievale. La strada prosegue parallelamente al mare Adriatico in direzione Rimini lambendo i centri abitati di Cervia e Cesenatico.
Entrando a Rimini, la strada si restringe a una sola corsia per senso di marcia e rimane tale per 5 km, per poi tornare a quattro corsie per 7 km. Attraversa quindi i comuni Riccione, Misano Adriatico e Cattolica, entrando infine nelle Marche con il comune Gabicce Mare.

### Marche e Abruzzo settentrionale
Nel Nord delle Marche, la SS 16 attraversa i centri abitati di Pesaro, Fano, Marotta e Senigallia. Nella Marche centrali a Falconara Marittima, la strada si allontana lievemente dalla costa. Ha inizio la variante di Ancona, che nel primo tratto (Falconara-Pontelungo, con caratteristiche di strada extraurbana a carreggiata unica, priva di incroci a raso, con 2/3 corsie complessive) riceve la SS 76 proveniente da Perugia. Per il raddoppio di questo tratto, previsto almeno dal 1982 (legge Marche-Friuli), a tutt'oggi sono iniziati il lavori di ampliamento della strada a 4 corsie, 2 per ogni senso di marcia, nel tratto Falconara-Torrette di Ancona per un totale di 7km, con adeguamento degli svincoli ss76 e Torrette. Dopo un breve tratto urbano in località Baraccola, ha inizio il tratto di variante Baraccola-Aspio, con caratteristiche di superstrada, che si ricollega al tracciato originario in corrispondenza del casello Ancona Sud-Osimo dell'A14.
Dopo la breve variante di Loreto, la strada corre nuovamente sul filo della costa, attraversando Porto Recanati, Porto Potenza Picena, Civitanova Marche, Porto Sant'Elpidio, le marine di Fermo, Porto San Giorgio, Pedaso, Cupra Marittima, Grottammare, San Benedetto del Tronto. Il passaggio in Abruzzo avviene al km 391+00 attraversando il fiume Tronto.
La SS 16 continua, attraverso una variante (il vecchio tracciato devia sulla sinistra in direzione Martinsicuro in prossimità della torre di Carlo V e dell'antica casa doganale) ed attraversa i comuni di Martinsicuro e Alba Adriatica. Qui, al km 401 il vecchio tracciato si riconnette al nuovo. Quindi, la strada prosegue in percorso cittadino attraversando Tortoreto Lido e Giulianova.

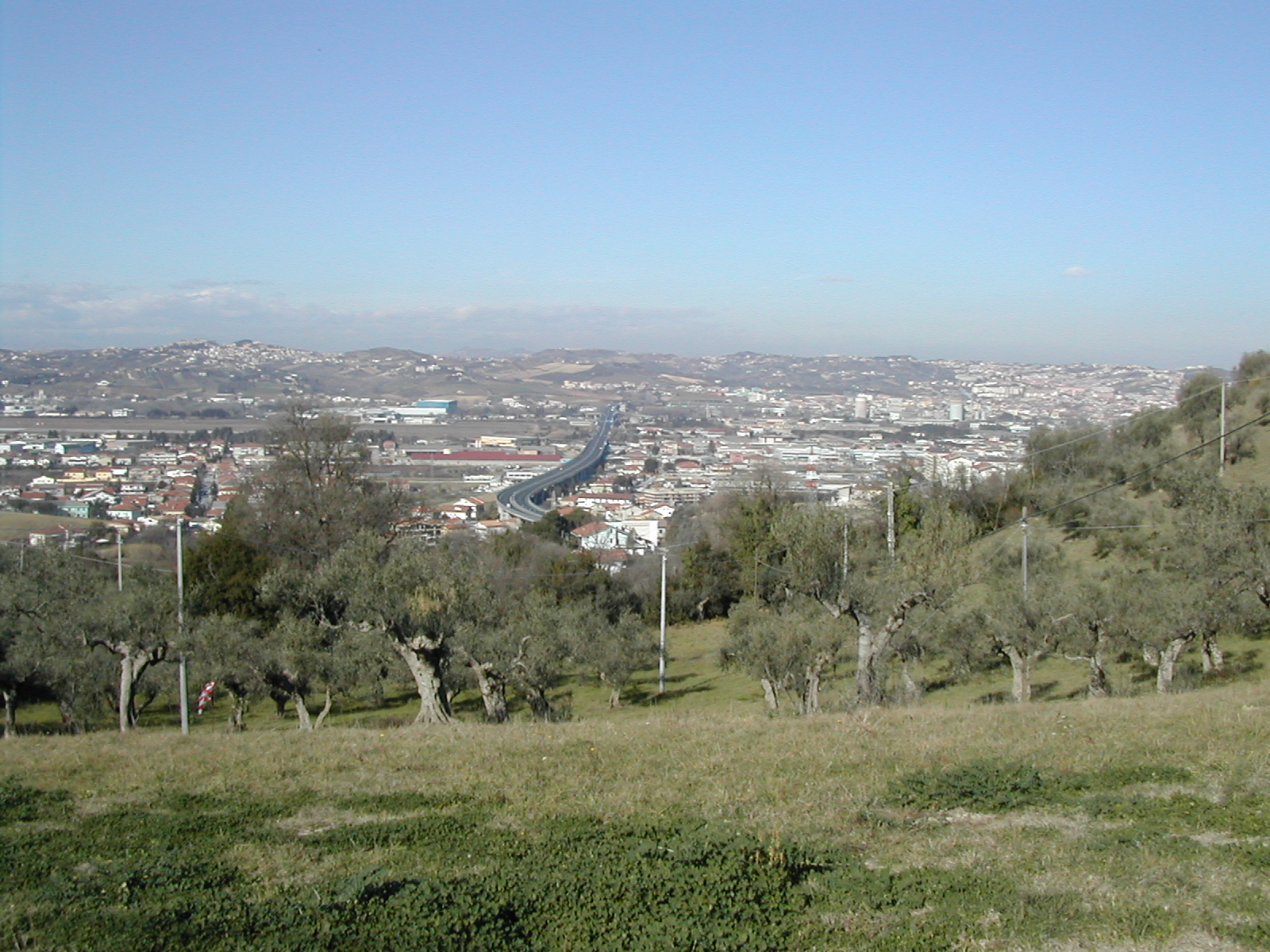
Un tratto della tangenziale di Pescara nella zona meridionale della città.

Al km 411, presso Giulianova, vi è il bivio per la Strada statale 80 del Gran Sasso d'Italia in direzione Teramo e per la A24 che conduce a L'Aquila e Roma. Varcato il fiume Tordino, la strada attraversa le città costiere di Roseto degli Abruzzi, Pineto, dove costeggia la Torre del Cerrano, Silvi. e Città Sant'Angelo, dove raggiunge il casello autostradale Pescara nord dell'A14. Superato il fiume Saline, la strada attraversa il centro urbano di Montesilvano, per poi innestarsi nella tangenziale di Pescara al confine con il capoluogo adriatico.

#### Tangenziale di Pescara
La strada statale 16 aggirava la città di Pescara con una variante costruita negli anni 1980 con caratteristiche di superstrada, il cui tracciato è stato in seguito interamente compreso nella SS 714 Tangenziale di Pescara.
La strada funge da circonvallazione e attraversa buona parte dell'area metropolitana pescarese, partendo a nord nei pressi della strada statale 16 bis a Montesilvano fino a raggiungere a sud il confine meridionale di Francavilla al Mare, innestandosi nel suo percorso di circa 20 km con il raccordo autostradale 12 Asse attrezzato e la strada statale 16 dir/C del Porto di Pescara.
La tangenziale si presenta nel tratto pescarese come una strada a due carreggiate separate da spartitraffico ciascuna con due corsie per senso di marcia, con buona parte della sede stradale sopraelevata, mentre a Montesilvano e Francavilla al Mare si sviluppa prevalentemente in gallerie con una corsia per senso di marcia.

### Abruzzo meridionale e Molise
Dopo l'attraversamento dei comuni di Montesilvano, Pescara e Francavilla al mare, la statale abbandona l'area pescarese e riprende l'andamento extraurbano fino a Ortona, aggirata con una variante del precedente percorso cittadino. Superata Ortona, la strada attraversa la costa dei Trabocchi, costeggiando l'abbazia di San Giovanni in Venere, fino a raggiungere Vasto, dove per un breve tratto ricalca il tracciato dell'antico tratturo L'Aquila-Foggia. Qui la strada si incrocia con la strada statale 650 di Fondo Valle Trigno per poi raggiungere il confine con il Molise a San Salvo. Oltrepassato il ponte sul fiume Trigno e il territorio di Montenero di Bisaccia e poi di Petacciato giunge in prossimità di Termoli, ove attraversa la città mediante variante, arretrata rispetto al centro urbano, il cui tratto nord è stato ultimato nel 2005 (il vecchio tracciato invece costeggiava il mare passando davanti all'antica Torre saracena e al centro storico di Termoli). La tangenziale di Termoli è gestita dall'Anas, inizia dal Litorale nord della città adriatica e consente anche di immettersi sulla SS 87 che conduce, mediante superstrada, al nucleo industriale Valle del Biferno e a Campobasso. Gli svincoli intermedi consentono inoltre di raggiungere le varie zone e quartieri della città. Nel tratto sud conduce al casello dell'A14 e infine si reimmette nel tracciato storico della SS 16 in direzione di Foggia, costeggiando Campomarino Lido. Dopo un tratto di 10 km circa, giunge in Puglia attraversando il piccolo ponte sul torrente Saccione e, subito dopo, l'abitato di Marina di Chieuti.

### Puglia
A questo punto la strada, dopo il bivio per Lesina e per il Gargano, abbandona la costa e si dirige a San Severo, Foggia e Cerignola (tutte aggirate in variante). A partire da Foggia, la statale si configura come superstrada mentre a partire da Cerignola si riavvicina al mare Adriatico. In corrispondenza del ponte sul fiume Ofanto, la strada si biforca (uscita "Margherita di Savoia- Terme): da un lato si ha il vecchio tracciato della SS 16, non gestito dall'Anas, prima come NSA 113, poi come via comunale che attraversa i centri di Barletta, Trani, Bisceglie, Molfetta e Giovinazzo; dall'altro la superstrada prosegue in variante, tagliando fuori i suddetti centri abitati, fino a ricongiungersi con il vecchio tracciato a Palese, alla periferia di Bari.
A Bari la statale prosegue in gran parte in variante, con caratteristiche di superstrada a carreggiate separate e 3 corsie per senso di marcia, e costituisce la tangenziale di Bari. Oltre Bari, la superstrada prosegue (con 2 corsie per senso di marcia) con un tracciato raddoppiato in parte in sede e in parte in variante, dove attraversa Mola di Bari, Cozze e Polignano a Mare. Superata Monopoli, nei pressi di Fasano il tracciato della SS 16 perde le caratteristiche di superstrada in corrispondenza con l'inizio della SS 379. La SS 16, parallela alla SS 379, attraversa i comuni di Ostuni, Carovigno e San Vito dei Normanni, riunendosi alla superstrada in corrispondenza di Brindisi.
A Brindisi, la SS 16 è nuovamente gestita dall'Anas per un breve tratto (tangenziale di Brindisi), poi si stacca nuovamente dalla superstrada (la quale continua come SS 613), per attraversare San Pietro Vernotico, Squinzano e Trepuzzi. Nel ricevere presso Surbo il traffico della strada statale 7 ter Salentina, la strada torna statale e attraversa Lecce dopo aver intersecato la sua tangenziale. A sud di Lecce la SS 16 prosegue come superstrada (raddoppiata in parte in sede e in parte in variante), fino a giungere nei pressi di Maglie (che aggira in variante). Qui, invece di proseguire verso Santa Maria di Leuca, la strada devia verso Otranto aggirando il centro abitato di Palmariggi. Nei pressi di Otranto, si ha una biforcazione: una breve variante (SS 695) corre poco a sud della città per intersecare la SP 358 (ex strada statale 173 delle Terme Salentine) e sfociare nel percorso della SP 87, mentre il tracciato classificato come SS 16 la attraversa fino a terminare su Lungomare Terra d'Otranto (km 1000,67).

## Tracciato

### Francavilla al Mare-Foggia
| Adriatica tratto Francavilla al Mare-Foggia |                                                                                              |             |           |                |
| Tipo                                        | Indicazione                                                                                  | ↓km↓        | Provincia | Strada europea |
|                                             | Francavilla al Mare                                                                          | 456,0       | CH        | -              |
|                                             | Postilli di Val di Foro e di Bocca di Valle                                                  | 459,4       | CH        | -              |
|                                             | Ortona nord                                                                                  | 465,6       | CH        | -              |
|                                             | per Ortona, Villa San Tommaso                                                                | 467,0       | CH        | -              |
|                                             | Ortona                                                                                       | 468,5       | CH        | -              |
|                                             | Marrucina                                                                                    | 470,1       | CH        | -              |
|                                             | Porto di Ortona                                                                              | 473,0       | CH        | -              |
|                                             | Marina di San Vito Frentana                                                                  |             | CH        | -              |
|                                             | ex Lanciano-Fossacesia                                                                       | 487,5       | CH        | -              |
|                                             | Fossacesia Marina                                                                            | 488,2       | CH        | -              |
|                                             | di Fondo Valle Sangro                                                                        | 489,4       | CH        | -              |
|                                             | Fiume Sangro                                                                                 | 491,4       | CH        | -              |
|                                             | Torino di Sangro Marina                                                                      | 492,0       | CH        | -              |
|                                             | Le Morge                                                                                     | 497,0       | CH        | -              |
|                                             | Casalbordino Marina                                                                          | 500,8       | CH        | -              |
|                                             | per Casalanguida, Gissi, Monteodorisio Bologna Taranto (Svincolo di Casalbordino-Vasto nord) | 504,0       | CH        | -              |
|                                             | per San Lorenzo                                                                              | 506,0       | CH        | -              |
|                                             | Zona industriale porto di Vasto                                                              |             | CH        | -              |
|                                             | Vasto                                                                                        |             | CH        | -              |
|                                             | Vasto Marina                                                                                 |             | CH        | -              |
|                                             | San Salvo Marina                                                                             | 522,4       | CH        | -              |
|                                             | di Fondo Valle Trigno                                                                        | 524,1       | CH        | -              |
|                                             | Marina di Montenero di Bisaccia                                                              | 525,3       | CB        | -              |
|                                             | Fiume Trigno                                                                                 | 526,4       | CB        | -              |
|                                             | per Petacciato per Montenero di Bisaccia                                                     | 531,8       | CB        | -              |
|                                             | Tangenziale di Termoli                                                                       | 535,7       | CB        | -              |
|                                             | per Guglionesi, Montecilfone                                                                 | 541,3       | CB        | -              |
|                                             | Termoli ex Termolese                                                                         | 544,7       | CB        | -              |
|                                             | Sannitica                                                                                    | 547,3       | CB        | -              |
|                                             | ex Adriatica                                                                                 | 549,5       | CB        | -              |
|                                             | Fiume Biferno                                                                                | 549,7       | CB        | -              |
|                                             | Campomarino Lido                                                                             | 552,6       | CB        | -              |
|                                             | Fiume Saccione                                                                               | 559,9/606,7 | CB/FG     | -              |
|                                             | per Chieuti Marina di Chieuti                                                                | 608,6       | FG        | -              |
|                                             | per Chieuti, Ripalta scalo                                                                   | 617,7       | FG        | -              |
|                                             | per Lesina per Ripalta, San Paolo di Civitate                                                | 622,3       | FG        | -              |
|                                             | per Lesina                                                                                   | 629,1       | FG        | -              |
|                                             | per Apricena, San Paolo di Civitate                                                          | 632,3       | FG        | -              |
|                                             | Tangenziale est di San Severo                                                                | 639,1       | FG        | -              |
|                                             | per Torremaggiore                                                                            | 639,9       | FG        | -              |
|                                             | per San Severo, Torremaggiore                                                                | 642,7       | FG        | -              |
|                                             | per San Severo, Castelnuovo della Daunia                                                     | 644,8       | FG        | -              |
|                                             | ex di Lucera                                                                                 | 646,8       | FG        | -              |
|                                             | ex Adriatica                                                                                 | 650,8       | FG        | -              |
|                                             | Zona industriale per Lucera                                                                  | 652,3       | FG        | -              |
|                                             | per Apricena                                                                                 | 653,4       | FG        | -              |
|                                             | per Rignano Garganico                                                                        | 660,7       | FG        | -              |
|                                             | Tangenziale di Foggia                                                                        | 670,5       | FG        | -              |

### Foggia-Bari
| Adriatica tratto Foggia-Bari |                                                                 |       |           |                |
| Tipo                         | Indicazione                                                     | ↓km↓  | Provincia | Strada europea |
|                              | Tangenziale di Foggia                                           | 671,3 | FG        | -              |
|                              | Foggia                                                          | 675,0 | FG        | -              |
|                              | Tangenziale di Foggia                                           | 681,1 | FG        | -              |
|                              | Zona industriale ASI                                            | 682,9 | FG        | -              |
|                              | Borgo Incoronata                                                | 687,3 | FG        | -              |
|                              | Carapelle - Borgo Mezzanone                                     | 690,6 | FG        | -              |
|                              | Carapelle per Orta Nova                                         | 692,2 | FG        | -              |
|                              | per Orta Nova                                                   | 695,6 | FG        | -              |
|                              | ex di Ortanova                                                  | 697,9 | FG        | -              |
|                              | Viabilità di servizio                                           | 700,6 | FG        | -              |
|                              | Viabilità di servizio                                           | 702,7 | FG        | -              |
|                              | per Stornara                                                    | 704,7 | FG        | -              |
|                              | Viabilità di servizio                                           | 706,7 | FG        | -              |
|                              | Cerignola ovest ex Via Napoli                                   | 709,3 | FG        | -              |
|                              | Cerignola Padula                                                | 710,5 | FG        | -              |
|                              | Cerignola Zona Industriale ex Rivolese                          | 711,6 | FG        | -              |
|                              | Cerignola Centro per Trinitapoli                                | 713,5 | FG        | -              |
|                              | Cerignola est ex Corso Scuola Agraria ex Andriese-Coratina      | 714,5 | FG        | -              |
|                              | Strada vicinale San Samuele                                     | 715,5 | FG        | -              |
|                              | Viabilità di servizio                                           | 716,8 | FG        | -              |
|                              | Viabilità di servizio                                           | 718,8 | FG        | -              |
|                              | per Canosa di Puglia, Trinitapoli                               | 721,1 | BT/FG     | -              |
|                              | San Ferdinando di Puglia per Canosa di Puglia                   | 724,7 | BT        | -              |
|                              | San Ferdinando di Puglia per Trinitapoli                        | 725,7 | BT        | -              |
|                              | San Ferdinando di Puglia per Trinitapoli                        | 727,8 | BT        | -              |
|                              | San Ferdinando di Puglia                                        | 730,0 | BT        | -              |
|                              | Viabilità di servizio                                           | 734,4 | BT        | -              |
|                              | ex SS 16                                                        | 736,2 | BT        | -              |
|                              | Fiume Ofanto                                                    | 736,7 | BT        | -              |
|                              | per Canne della Battaglia                                       | 738,2 | BT        | -              |
|                              | Barletta nord                                                   | 742,3 | BT        | -              |
|                              | Barletta ovest Appulo Lucana                                    | 743,7 | BT        | -              |
|                              | Barletta Barberini                                              | 745,4 | BT        | -              |
|                              | Barletta Patalini                                               | 746,7 | BT        | -              |
|                              | Barletta Carsemette di Castel del Monte                         | 747,4 | BT        | -              |
|                              | Barletta sud                                                    | 748,9 | BT        | -              |
|                              | Zona industriale Boccadoro                                      | 753,6 | BT        | -              |
|                              | Trani nord per Andria                                           | 757,0 | BT        | -              |
|                              | Trani Sant'Angelo                                               | 757,6 | BT        | -              |
|                              | Trani centro ex di Altamura                                     | 759,1 | BT        | -              |
|                              | Trani sud - Capirro                                             | 760,4 | BT        | -              |
|                              | Bisceglie nord per Andria Zona industriale Viabilità complanare | 765,2 | BT        | -              |
|                              | Bisceglie centro per Corato                                     | 767,4 | BT        | -              |
|                              | Bisceglie ovest per Ruvo di Puglia                              | 768,7 | BT        | -              |
|                              | Bisceglie Lama di Macina Zona artigianale Bisceglie est         | 769,8 | BT        | -              |
|                              | Bisceglie sud per Andria                                        | 771,0 | BT        | -              |
|                              | Molfetta Zona industriale di Molfetta Centro commerciale        | 773,4 | BA        | -              |
|                              | NSA 439 Asta nord di Molfetta                                   | 774,2 | BA        | -              |
|                              | per Ruvo di Puglia                                              | 775,0 | BA        | -              |
|                              | Molfetta centro per Terlizzi                                    | 776,7 | BA        | -              |
|                              | Strada vicinale Serra Nicola                                    | 778,6 | BA        | -              |
|                              | NSA 440 Asta sud di Molfetta                                    | 779,1 | BA        | -              |
|                              | Strada vicinale Pozzo Rosso                                     | 781,0 | BA        | -              |
|                              | Strada vicinale Cola Olidda                                     | 782,0 | BA        | -              |
|                              | Giovinazzo nord per Terlizzi                                    | 783,2 | BA        | -              |
|                              | Giovinazzo sud per Bitonto                                      | 784,6 | BA        | -              |
|                              | Adriatica Tangenziale di Bari                                   | 789,3 | BA        | -              |

### Bari-Fasano
| Adriatica tratto Bari-Fasano |                                                        |       |           |                |
| Tipo                         | Indicazione                                            | ↓km↓  | Provincia | Strada europea |
|                              | Adriatica Tangenziale di Bari                          | 818,6 | BA        |                |
|                              | Mola di Bari nord                                      | 819,8 | BA        |                |
|                              | Mola di Bari centro Zona industriale                   | 821,2 | BA        |                |
|                              | Mola di Bari centro per Rutigliano                     | 821,9 | BA        |                |
|                              | Mola di Bari sud Litoranea                             | 824,3 | BA        |                |
|                              | Cozze per Conversano Litoranea                         | 827,9 | BA        |                |
|                              | San Giovanni San Vito                                  | 832,7 | BA        |                |
|                              | Polignano a Mare nord                                  | 834,5 | BA        |                |
|                              | Polignano a Mare centro per Conversano                 | 835,4 | BA        |                |
|                              | Polignano a Mare centro per Castellana Grotte          | 836,1 | BA        |                |
|                              | Polignano a Mare sud Zona artigianale                  | 838,0 | BA        |                |
|                              | Monopoli nord                                          | 840,5 | BA        |                |
|                              | Strada Comunale Baione (solo in direzione Fasano)      | 841,6 | BA        |                |
|                              | Zona industriale di Monopoli                           | 842,8 | BA        |                |
|                              | Monopoli centro per Conversano                         | 843,7 | BA        |                |
|                              | Monopoli centro ex delle Grotte                        | 844,8 | BA        |                |
|                              | Monopoli centro per Alberobello                        | 845,6 | BA        |                |
|                              | Spirito Santo (solo in direzione Bari)                 |       | BA        |                |
|                              | Monopoli San Francesco da Paola                        | 846,6 | BA        |                |
|                              | Viabilità di servizio (solo in direzione Bari)         | 847,0 | BA        |                |
|                              | Monopoli sud                                           | 849,0 | BA        |                |
|                              | Gonella Strada Comunale Putta (solo in direzione Bari) | 848,3 | BA        |                |
|                              | Strada Comunale Staveta                                | 849,6 | BA        |                |
|                              | Stomazzelli Strada Comunale Putta                      | 850,3 | BA        |                |
|                              | Capitolo - L'Assunta per Castellana Grotte             | 851,2 | BA        |                |
|                              | L'Assunta - Paterno                                    | 852,8 | BA        |                |
|                              | Lamalunga - Sant'Antonio D'Ascula                      | 853,9 | BA        |                |
|                              | Viabilità di servizio (solo in direzione Fasano)       | 856,1 | BR        |                |
|                              | Fasano nord dei Trulli                                 | 856,4 | BR        |                |
|                              | Fasano centro per Savelletri                           | 858,4 | BR        |                |
|                              | ex Adriatica                                           | 859,9 | BR        |                |
|                              | Egnazia e delle Terme di Torre Canne                   | 859,9 | BR        |                |

### Tangenziale di Brindisi
| Adriatica Tangenziale di Brindisi |                                                 |       |           |                |
| Tipo                              | Indicazione                                     | ↓km↓  | Provincia | Strada europea |
|                                   | Egnazia e delle Terme di Torre Canne            | 912,9 | BR        |                |
|                                   | Brindisi Casale ex Adriatica                    | 912,9 | BR        |                |
|                                   | Viabilità di servizio (solo in direzione Lecce) | 913,5 | BR        |                |
|                                   | Viabilità di servizio                           | 913,7 | BR        |                |
|                                   | Appia                                           | 914,5 | BR        |                |
|                                   | Brindisi La Rosa ex Adriatica                   | 917,5 | BR        |                |
|                                   | Brindisi-Lecce                                  | 917,5 | BR        |                |

### Lecce-Otranto
| Adriatica tratto Lecce-Otranto |                                                                      |       |           |                |
| Tipo                           | Indicazione                                                          | ↓km↓  | Provincia | Strada europea |
|                                | Lecce                                                                |       | LE        | -              |
|                                | Viale Rossini - Viale Japigia                                        | 957,0 | LE        | -              |
|                                | Quartiere Leuca per Lizzanello (solo in direzione Otranto)           | 958,2 | LE        | -              |
|                                | Via Vecchia Cavallino                                                | 958,7 | LE        | -              |
|                                | Castromediano per Cavallino (solo in direzione Otranto)              | 959,0 | LE        | -              |
|                                | Tangenziale Ovest di Lecce Tangenziale Est di Lecce                  | 959,5 | LE        | -              |
|                                | Castromediano (solo in direzione Otranto)                            | 960,3 | LE        | -              |
|                                | Viabilità complanare (solo in direzione Lecce)                       | 961,0 | LE        | -              |
|                                | per Cavallino, San Cesario di Lecce                                  | 961,6 | LE        | -              |
|                                | Viabilità locale                                                     | 962,5 | LE        | -              |
|                                | per Lizzanello                                                       | 963,3 | LE        | -              |
|                                | per San Donato di Lecce                                              | 965,3 | LE        | -              |
|                                | Galugnano per San Donato di Lecce per Caprarica di Lecce             | 967,6 | LE        | -              |
|                                | Sternatia                                                            | 969,4 | LE        | -              |
|                                | per Martignano, Sternatia                                            | 970,7 | LE        | -              |
|                                | Sternatia                                                            | 972,2 | LE        | -              |
|                                | Zollino Zona industriale                                             | 973,3 | LE        | -              |
|                                | Zollino (solo in direzione Lecce)                                    | 975,0 | LE        | -              |
|                                | per Soleto per Martano                                               | 975,5 | LE        | -              |
|                                | Zona industriale                                                     | 977,4 | LE        | -              |
|                                | per Castrignano de' Greci, Corigliano d'Otranto                      | 979,0 | LE        | -              |
|                                | Corigliano d'Otranto-Melpignano (solo in direzione Lecce)            | 980,0 | LE        | -              |
|                                | Mediana del Salento (solo in direzione Lecce)                        | 980,5 | LE        | -              |
|                                | Melpignano Zona industriale                                          | 981,0 | LE        | -              |
|                                | per Collepasso, Cutrofiano                                           | 981,9 | LE        | -              |
|                                | Zona industriale Maglie-Melpignano                                   | 983,2 | LE        | -              |
|                                | Maglie per Cursi                                                     | 984,0 | LE        | -              |
|                                | Maglie di Santa Maria di Leuca                                       | 985,3 | LE        | -              |
|                                | Maglie centro di Santa Maria di Leuca                                | 985,5 | LE        | -              |
|                                | Viabilità locale                                                     | 985,6 | LE        | -              |
|                                | per Muro Leccese                                                     | 986,9 | LE        | -              |
|                                | Palmariggi                                                           | 989,7 | LE        | -              |
|                                | Palmariggi                                                           | 992,7 | LE        | -              |
|                                | per Giurdignano                                                      | 994,7 | LE        | -              |
|                                | Otranto Tangenziale Sud di Otranto per Carpignano Salentino, Martano | 999,1 | LE        | -              |

## Varianti e diramazioni
- Strada statale 16 bis Adriatica, ora in parte strada regionale 16 bis[13] da Spoltore a Montesilvano in provincia di Pescara;
- Ex strada statale 16 ter Adriatica, ora strada provinciale 161 in provincia di Campobasso[14] e strada provinciale 142 in provincia di Foggia[15], da Campomarino a San Severo;
- Strada statale 16 var Variante di Alfonsine;
- Strada statale 16 var/A Variante di Argenta;
- Ex strada statale 16 dir/A Adriatica, ora strada provinciale 16 della provincia di Padova[16], da Battaglia Terme ad Arquà Petrarca
- Ex Strada statale 16 dir/B del Porto di Ancona, da Pontelungo alla stazione di Ancona;
- Strada statale 16 dir/C del Porto di Pescara, dal raccordo autostradale 12 al porto di Pescara.